# Karl-Heinz Hoffmann (mathématicien)
Pour les articles homonymes, voir Karl-Heinz Hoffmann et Hoffmann.
Karl-Heinz Hoffmann, né le 8 juillet 1939 à Cobourg, est un mathématicien allemand.
Il est président du Conseil des sciences de 1998 à 2007, et préside depuis le 1er janvier 2011, l'Académie bavaroise des sciences.

## Biographie
Karl-Heinz Hoffmann étudie de 1960 à 1965 les mathématiques et la physique à l'université de Marbourg et à l'université de Fribourg. En 1959, il obtient son abitur à Wuppertal. De 1966 à 1968, il est assistant scientifique à l'université de Munich où il obtient le doctorat en mathématiques en 1968. À partir de 1972, il devient professeur à l'université de Munich. De 1975 à 1981, il est professeur à l'université libre de Berlin. De 1981 à 1991, il est professeur de mathématique à l'université d'Augsbourg. De 1992 à 2007, il enseigne à l'université technique de Munich. De 1998 à 1999, il est président de Deutsche Mathematiker-Vereinigung (Société allemande de mathématiques).
Membre de l'Académie bavaroise des sciences depuis 1997, il en devient président le 1er janvier 2011.